# 坂東龍汰
坂東龍汰（／ Bandou Ryota，1997年5月24日—），日本男演員，出身北海道，經紀公司為鈍牛俱樂部。

## 經歷
因父親工作的關係出生於紐約，在當地生活直到3歲，後來在北海道長大。於北海道的華德福教育學校升學至18歲，學校的課程中有過戲劇課程，並且在畢業公演上擔任主演，接受從東京來的導演的指導後，立志成為演員。。
2017年以演員身份出道，透過試鏡於2018年8月播出的《花遍路 特別篇 春子的玩偶》初次擔任主演。
於2022年1月上映的《兩人的世界(フタリノセカイ)》初次擔任電影主演，並獲得第32屆日本電影影評人大獎新進男演員獎。
於2025年1月17日上映的《忘記你的方法》初次擔任電影單獨主演。

## 作品

### 電視劇
| 電視劇名稱                                             | 播出日期                       | 電視台                 | 角色                 | 備註                                  |
| ------------------------------------------------------ | ------------------------------ | ---------------------- | -------------------- | ------------------------------------- |
| 瀨戶與內海                                             | 2017年10月14日                 | 東京電視台             |                      | 第1集                                 |
| 畢業笨蛋實況                                           | 2018年3月26日                  | 東京電視台             |                      | 第10集                                |
| 花遍路 特別篇 春子的玩偶                               | 2018年8月4日                   | NHK BS Premium         | 富田良介             | 主演                                  |
| 鐵證懸案～真相之門～第二季                             | 2018年12月8日                  | WOWOW                  | 杉田武史             | 第8集                                 |
| 殺人草莓夜SAGA                                         | 2019年4月11日                  | 富士電視台             | 北見昇               | 第1集                                 |
| 完美世界                                               | 2019年4月16日 - 6月25日        | 關西電視台、富士電視台 | 鮎川樹（高中時代）   |                                       |
| 女王偵訊室第三季                                       | 2019年6月13日・6月20日         | 朝日電視台             | 藤井卓生             | 第9集、第10集                         |
| 電視劇甲子園『考試殭屍』（ドラマ甲子園『受験ゾンビ』） | 2019年10月20日                 | 富士TWO                | 深瀬玄               |                                       |
| 獨自一人露營睡覺                                       | 2019年11月9日、12月28日        | 東京電視台             | 久丸                 | 第4集、第12集                         |
| 在非黑非白的世界，熊貓笑了。                           | 2020年1月12日 - 3月15日        | 讀賣電視台、日本電視台 | 伊藤健人             |                                       |
| Gold!（ゴールド!）                                     | 2020年3月27日                  | NHK綜合                | 西井遼平             |                                       |
| 間諜之妻                                               | 2020年6月6日                   | NHK BS8K               | 竹下文雄             |                                       |
| spotlight(電視劇)                                      | 2020年7月14日                  | 東京都會電視台         |                      | 第2話                                 |
| 穿越時空的樂團                                         | 2020年11月20日 - 12月22日      | 富士電視台             | 謎之高中生           | 第4、5、7、8、9集                     |
| 為你著迷 (日劇)                                        | 2021年1月8日 - 2月5日          | MBS電視台              | 目高優一             |                                       |
| 關於現在這裡發生的危機和我的好感度                     | 2021年4月24日 - 5月29日        | NHK、NHK BS4K          | コウスケ（望月耕介） |                                       |
| 1/2的夫婦                                              | 2021年6月3日 - 7月29日         | 東京電視台             | 樋口亮               |                                       |
| 所羅門的偽證                                           | 2021年10月3日 - 11月21日       | WOWOW                  | 大出俊次             |                                       |
| 真凶標籤                                               | 2021年10月10日 - 2022年3月13日 | 富士電視台             | 望月鼓太朗           |                                       |
| 這場初戀純屬虛構                                       | 2021年10月12日 - 12月17日      | TBS電視台              | 野島啓介             |                                       |
| 邁向未來的倒數10秒                                     | 2022年4月14日 - 6月9日         | 朝日電視台             | 玉乃井龍也           |                                       |
| 騎上獨角獸                                             | 2022年7月5日 - 9月6日          | TBS電視台              | 森本海斗             |                                       |
| 連續劇W 雙刃斧                                         | 2022年11月13日 - 12月18日      | WOWOW                  | 山田太士             |                                       |
| 逆轉交響樂團                                           | 2023年1月11日 - 3月15日        | 日本電視台             | 庄司蒼               |                                       |
| 杉咲花的攝休                                           | 2023年3月10日・17日            | WOWOW                  | 桧山大樹             | 第5話「従姉妹」・最終話「五年前の話」 |
| 獻給國王的無名指                                       | 2023年4月18日 - 6月20日        | TBS電視台              | 神山絢斗             |                                       |
| 情侶酒店～秘密～                                       | 2023年5月19日                  | WOWOW                  | 沢田篤               | 第1話「狐と狸」                       |
| 昨日的美食2                                            | 2023年10月7日 - 12月23日       | 東京電視台             | 田渕剛               |                                       |
| 友情～平尾誠二和山中伸彌 「最後的一年」～              | 2023年11月11日                 | 朝日電視台             | 平尾昴大             |                                       |
| RoOT                                                   | 2024年4月3日 - 6月5日          | 東京電視台             | 佐藤                 | 主演                                  |
| 366日                                                  | 2024年4月8日 - 6月17日         | 富士電視台             | 小川智也             |                                       |
| 獅子的藏身處                                           | 2024年10月11日 - 12月20日      | TBS電視台              | 小森美路人           |                                       |
| 花暖簾                                                 | 2025年3月8日                   | 朝日電視台             | 河島久男             |                                       |
| 馬格達拉屋的瑪利亞                                     | 2025年3月29日                  | NHK BS Premium 4K      | 浅川悠太、丸狐貴洋   |                                       |

### 網路劇
| 網路劇名稱                                      | 播出日期                 | 網路平台   | 角色       | 備註                 |
| ----------------------------------------------- | ------------------------ | ---------- | ---------- | -------------------- |
| 穿越時空的樂團                                  | 2020年8月19日 - 10月21日 | FOD・YOUKU | 謎之高中生 | 第4、5、7、8、9集    |
| THE LIMIT                                       | 2021年3月5日             | Hulu       | 悠馬       | 第一集「ネコと井戸」 |
| 乾燥花-七月的房間 (ドライフラワー -七月の部屋-) | 2021年8月13日            | Hulu       | 薫         | 主演                 |

### 電影
| 電影名稱                     | 上映日期       | 角色             | 備註 |
| ---------------------------- | -------------- | ---------------- | ---- |
| EVEN〜送給你的歌〜           | 2018年6月2日   | 快               |      |
| 十二個想死的少年             | 2019年1月25日  | 正吾(セイゴ)     |      |
| 閉鎖病棟                     | 2019年11月1日  | 昭八             |      |
| 犬鳴村 (電影)                | 2020年2月7日   | 森田悠真         |      |
| 記得雨，不記得你             | 2020年2月7日   | 木村             |      |
| ＃hand全力                   | 2020年7月31日  | 蔵久             |      |
| 飆速宅男                     | 2020年8月14日  | 鳴子章吉         |      |
| 間諜之妻(電影版)             | 2020年10月16日 | 竹下文雄         |      |
| 青春特調蜂蜜檸檬蘇打         | 2021年7月9日   | 瀬戸悟           |      |
| 犬部！                       | 2021年7月22日  | 田原優作         |      |
| 兩人的世界（フタリノセカイ） | 2022年1月14日  | 真也             | 主演 |
| 冬薔薇                       | 2022年6月3日   | 中本貴史         |      |
| 峠 最後的武士                | 2022年6月17日  | 小山正太郎       |      |
| 春天飄零                     | 2023年8月25日  | 大塚俊           |      |
| 津輕塗的女兒                 | 2023年9月1日   | 青木ユウ         |      |
| 首                           | 2023年11月23日 | 織田信雄         |      |
| 在一月的聲音裡刻下喜悅       | 2024年2月7日   | トト・モレッティ |      |
| 若武者                       | 2024年5月25日  | 涉               | 主演 |
| シサㇺ                       | 2024年9月13日  | 阿伊努族的青年   |      |
| 忘記你的方法                 | 2025年1月17日  | 森下昴           | 主演 |
| 雪之花-與你同在-             | 2025年1月24日  | 日野桂州         |      |
| RENOIR                       | 2025年6月20日  | 濱野薫           |      |

### 動畫電影
| 電影名稱   | 上映日期      | 角色     | 備註 |
| ---------- | ------------- | -------- | ---- |
| 心之觸碰。 | 2024年10月4日 | 祖父江諒 | 主演 |

### CM
- ABC-mart「NIKE AIR MAX KISS MY AIRS」(2017年)
- 象印  「 南部鉄器極め羽釜 ハムエッグ丼」篇 (2017年)
- 日產汽車 「デイズルークス SUPER MOM」篇 (2017年)
- 代々木ゼミナール 「揺れる受験生（高卒生）」篇 (2018年)
- #コンパス【戦闘摂理解析システム】「#コンパス神」篇 (2019年)
- キリンレモン × 04 Limited Sazabys「She」篇 (2019年)
- キリンレモン × LiSA 「夏、あいつら。」篇 (2019年)
- WealthNavi 「資産運用の新たなる夜明け」篇「資産運用に挑む男たち」篇 (2019年)
- 都道府県民共済「母は強し」篇 (2020年)
- 麥當勞 「ひるまック」（2023年）
- GATSBY「EX DEEP CLEAN BALM」(2023年)
- 軟銀集團「Samsung Galaxy S25シリーズ」（2025年1月31日）[55]
- TDC SOFT（2025年2月17日）[56]
- 麒麟啤酒「SPRING VALLEY BEER GARDEN」（2025年3月4日）[57]

### MV
- kobore 「夜を抜け出して」(2017年)[58]
- KANA-BOON 「彷徨う日々とファンファーレ」(2018年)[59]
- 4&2/1 「Protection Code」(2019年)[60]
- Awesome City Club 「最後の口づけの続きの口づけを」(2020年)[61]
- Broken my toybox 「Hello Halo -ReLight-」(2021年)[62]

### Web Movie
- 竹内まりや「Turntable」(2019年)[63]

### 舞台劇
- 三人姉妹はホントにモスクワに行きたがっているのか？（2018年1月26日 - 2月4日、下北沢駅前劇場）[64]
- う蝕（2024年2月10日 - 3月3日、東京-Theater Tram / 3月9日・10日、兵庫藝術文化中心-阪急-中hall / 3月16日、Niterra日本特殊陶業市民會館-Village Hall） - 飾 木頭 <※主演> [65]
- ケムリ研究室 no.4『ベイジルタウンの女神』（2025年5月6日 - 18日、世田谷パブリックシアター / 5月、兵庫県立芸術文化センター 阪急中ホール・久留米シティプラザ ザ・グランドホール / 6月、穂の国とよはし芸術劇場PLAT 主ホール・新潟市民芸術文化会館|りゅーとぴあ 新潟市民芸術文化会館） - 飾 ヤング [66]

### 其他
- 淡梨「in spirit」(短篇電影)（2017年）[67]
- TOKYO GIRLS COLLECTION 2019 AUTUMN/WINTER（2019年9月7日、琦玉超級競技場）
- TOKYO GIRLS COLLECTION 2022 AUTUMN/WINTER（2022年9月3日、琦玉超級競技場）
- 橫濱DeNA海灣之星 VS 阪神虎（2023年4月16日、橫濱球場）- 擔任開球嘉賓
- 埼玉西武獅 VS 北海道日本火腿鬥士（2024年9月23日、ベルーナドーム）- 擔任開球嘉賓

## 書籍

### 寫真集
- 私が撮りたかった俳優展 001（2023年7月1日、攝影：井崎竜太朗，※非個人寫真集）[68]

- 坂東龍汰 1st写真集『日常日和』（2024年12月4日、ワニブックス）[69]（ISBN2|978-4-8470-85475）

### 雜誌連載
- SODA『坂東龍汰の“小”煩悩（#ばんのう）』（2022年1月号 - ）[70]

## 獎項
- 2023年

第32回 日本電影影評人大獎 新人男優賞（南俊子賞）（《兩人的世界》）
- 2025年

第122回 日劇學院賞 助演男優賞（《獅子的藏身處》）

## 外部連結
- 官方網站 （页面存档备份，存于） - 鈍牛倶樂部
- 坂東龍汰 Ryota Bando的X（前Twitter）
- 坂東龍汰的Instagram帳戶
- 坂東龍汰マネージャー的Instagram帳戶